# Длуге (Стшелецько-Дрезденецький повіт)
Длуге (пол. Długie) — село в Польщі, у гміні Стшельці-Краєнські Стшелецько-Дрезденецького повіту Любуського воєводства.
Населення — 61 особа (2011).
У 1975-1998 роках село належало до Гожовського воєводства.

## Демографія
Демографічна структура станом на 31 березня 2011 року:
|          | Загалом | Допрацездатний вік | Працездатний вік | Постпрацездатний вік |
| -------- | ------- | ------------------ | ---------------- | -------------------- |
| Чоловіки | 33      | 9                  | 20               | 4                    |
| Жінки    | 28      | 4                  | 17               | 7                    |
| Разом    | 61      | 13                 | 37               | 11                   |